# Europeiskt ostron
Europeiskt ostron (Ostrea edulis) är ett ostron som naturligt förekommer i östra Atlanten, utanför västra Europas kuster, omkring Brittiska öarna och norrut till Norge och Sveriges västkust samt i Medelhavet. Genom odling har det införts till andra delar av världen, däribland Nordamerika. Fångsten och odlingen av europeiskt ostron har under 1900-talets andra hälft minskat och arten står bara för en liten del av den kommersiella ostronodlingen. Det beror dels på att det europeiska ostronet drabbats av sjukdomar och dels på att ostronodlarna alltmer övergått till det mer snabbvuxna japanska jätteostronet. Det europeiska ostronet anses dock som en delikatess och den odling som är kvar är mer inriktad på detta än på odling i större skala.

## Kännetecken
Det europeiska ostronet har ett tvådelat skal. Skalets halvor har olika form, den undre halvan som fäster mot underlaget är skålformad medan den övre halvan är mer platt och passar in i den undre halvan då skalet stängs. Ostronet kan som fullvuxet bli upp till 20 centimeter stort men de flesta ostron blir inte så stora, utan mer vanligt är en storlek på omkring 10–11 centimeter i diameter. Unga ostron har en nästan cirkelrund form, äldre ostron får en mer oval och ojämn form.
Höger och vänster klaff av samma exemplar:

Höger klaff
Vänster klaff

Fossil (Pliocen)

Höger klaff
Vänster klaff

## Utbredning
Det europeiska ostronet förekommer i Atlanten i västra Europas kustnära vatten, omkring brittiska öarna och norrut till Norge samt söderut till Medelhavet. Arten har därtill etablerats naturligt längs Nordamerikas östkust från Maine till Rhode Island efter att ha blivit införd på 1940-talet och 1950-talet.

## Levnadssätt
Ostronet har en livscykel som innefattar ett frisimmande larvstadium och ett fastsittande vuxenstadium. Det kan nå en ålder av 10 till 20 år och livnär sig som filtrerare på plankton. Ostronet kan byta kön och vara både hane och hona. Oftast är ostronet då det slår sig ner på ett underlag en hane, för att senare när det vuxit sig större bli en hona. Därefter kan det växla mellan hane och hona. Om ett sandkorn fastnar i ostronet så kan det med tiden bildas en pärla.

## Fångst

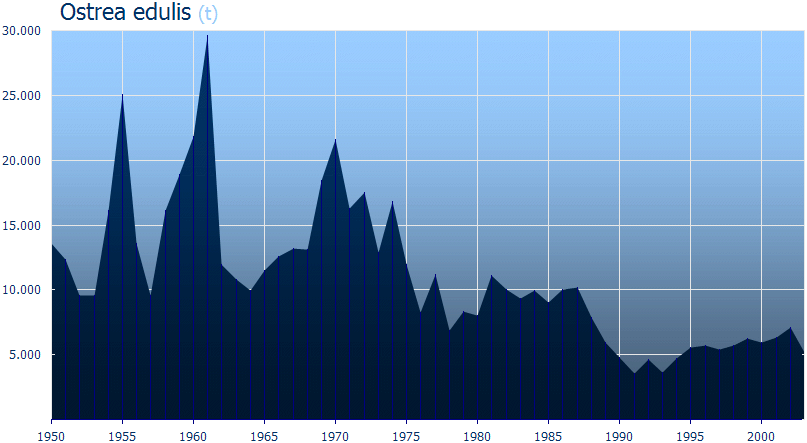
Fångst av europeiskt ostron från 1950 fram till 2000-talet i ton.